# Armelle
Armelle – polsko-węgierski film obyczajowy z 1993 roku w reżyserii Jacka Lenczowskiego, nakręcony na podstawie opowiadania Ireneusza Iredyńskiego.

## Obsada
- Katarzyna Walter jako Armelle
- Géza Röhrig jako Piotr, student socjologii
- Zsuzsa Nyertes jako Lucyna
- Aphrodite Dimanopolou jako Barbara
- Bartus Gyula jako Jurek
- Ági Margittai jako ciotka Jurka
- Adam Rajhona jako mężczyzna
- Wojciech Adamczyk
- Roman Bartosiewicz
- Jerzy Fijałkowski
- Marek Frąckowiak jako zawiadowca stacji
- Krzysztof Fus jako badylarz
- Mirosław Kowalczyk jako pijak
- Dorota Maciejewska
- Leopold Matuszczak jako milicjant
- Zbigniew Modej
- Grzegorz Pawłowski jako pijak
- Támas Sipos
- Krzysztof Zakrzewski
- Ágnes Zsiros
- Wojciech Malajkat jako Piotr, student socjologii (polski dubbing)
- Monika Gabryelewicz jako Lucyna (polski dubbing)
- Joanna Wizmur jako Barbara (polski dubbing)
- Andrzej Butruk jako Jurek (polski dubbing)
- Teresa Lipowska jako ciotka Jurka (polski dubbing)
- Tomasz Zaliwski jako mężczyzna (polski dubbing)

## Plenery
- Warszawa (Warszawa Główna, Warszawa Centralna), Bronisławów (przystanek kolejowy Czachówek Środkowy).